# Zühlsdorf
Zühlsdorf è una frazione del comune tedesco di Mühlenbecker Land, nel Brandeburgo.

## Storia
Zühlsdorf fu citata per la prima volta nel 1375, e costituiva un piccolo centro rurale.
Il 26 ottobre 2003 il comune di Zühlsdorf fu fuso con i comuni di Mühlenbeck, Schildow e Schönfließ, formando il nuovo comune di Mühlenbecker Land.